# SVJ
SVJ (engelsk originaltitel: The BFG) är en barnbok skriven av Roald Dahl. SVJ står för Stora Vänliga Jätten och handlar om en stor vänlig jätte som tar hand om en människa som hamnat bland de elaka jättarna. SVJ är drömblåsare, men han blåser bara in goda drömmar hos barnen, och en kväll ser Sophie honom genom fönstret på barnhemmet. 
Jätten måste ta henne med sig hem till jättarnas land för att hade människorna fått veta att jättarna fanns hade det dragit igång en enorm jättejakt i hela England. 
Jättarna i jätteland äter barn och vuxna, varje kväll springer de ut med jättesteg över hela världen och äter sig mätta. Men inte SVJ, han äter bara zebrurkor och dricker skottskumpa.
SVJ brukar kalla Sophie för "lilla dumma flickeflarn".

## Filmatiseringar
SVJ släpptes som animerad film 1989. 
År 2016, 100 år efter att Roald Dahl föddes, hade spelfilmen Stora vänliga jätten premiär. Filmens manus är skrivet av Melissa Mathison, och filmen regisseras av Steven Spielberg.